# Eckamp
Eckamp war bis 1930 eine Gemeinde im Kreis Düsseldorf-Mettmann in der preußischen Rheinprovinz. Das Gebiet der ehemaligen Gemeinde gehört heute zur Stadt Ratingen im Kreis Mettmann in Nordrhein-Westfalen.

## Geographie und Geschichte

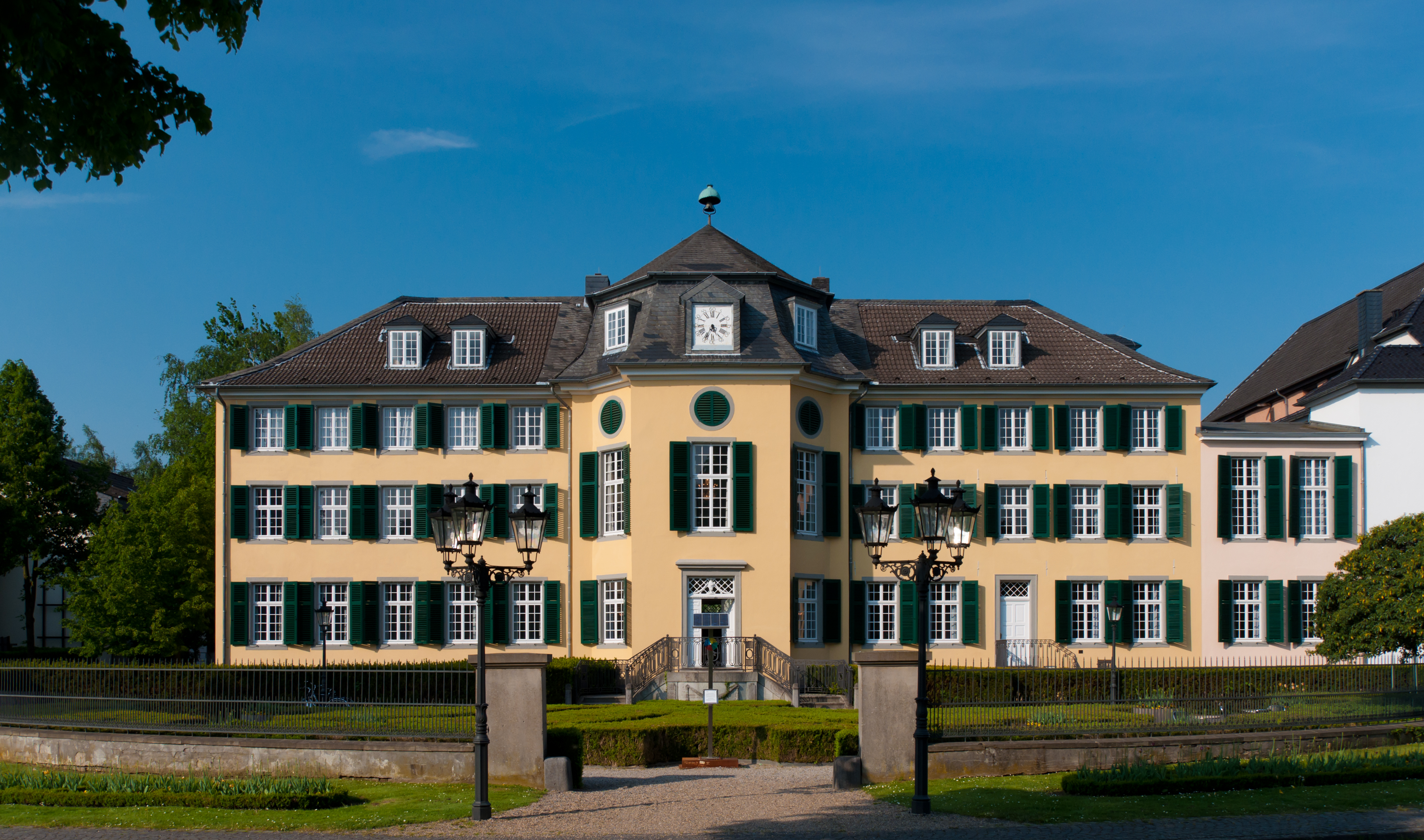
Villa Cromford, heute Industriemuseum

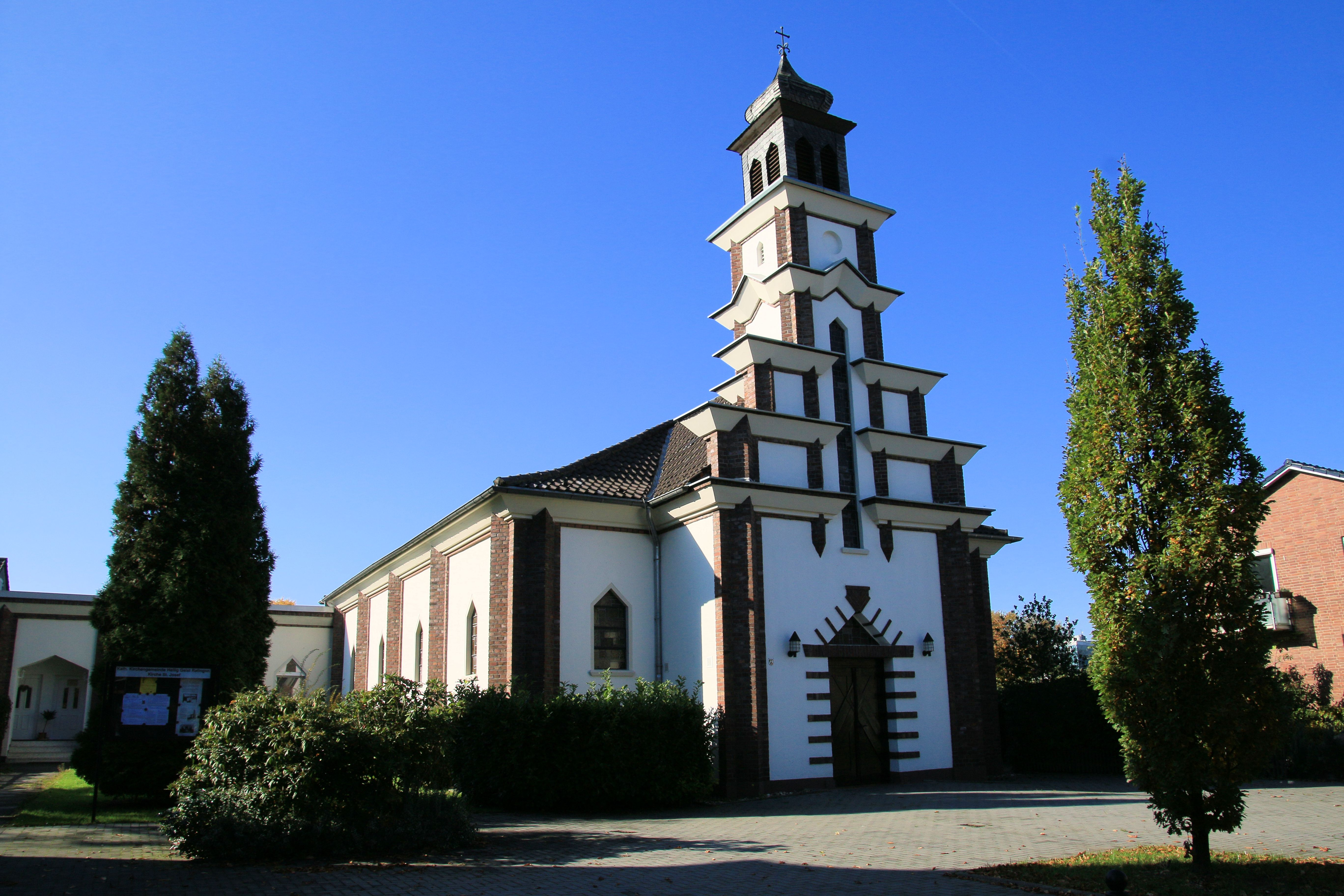
St. Josef, Pfarrkirche von Eckamp

Eckamp war ursprünglich eine alte Honnschaft im Amt Angermund des Herzogtums Berg, die sich um den namensgebenden Hof Eckamp entwickelt hatte. In der Franzosenzeit wurde Eckamp Sitz einer gleichnamigen Bürgermeisterei. Seit den 1840er Jahren bestand im Landkreis Düsseldorf als Teil der Bürgermeisterei Eckamp die Landgemeinde Eckamp. Sie war durch eine komplizierte Grenzziehung räumlich eng mit der Stadt Ratingen verflochten und umschloss diese von Südwesten, Nordwesten und Norden. Zur Gemeinde Eckamp gehörten im Wesentlichen die heutigen Ratinger Stadtteile Ratingen-West, Tiefenbroich und Cromford sowie das Waldgebiet Oberbusch mit dem Stinkesberg.
In Eckamp befand sich die Textilfabrik Cromford, die gegen Ende des 18. Jahrhunderts gegründet wurde. 
Am 15. Mai 1930 wurde Eckamp in die Stadt Ratingen eingemeindet. Der Ortsname Eckamp ist heute aus dem allgemeinen Sprachgebrauch weitgehend verschwunden.

## Einwohnerentwicklung
| Jahr | Einwohner | Quelle |
| ---- | --------- | ------ |
| 1835 | 290       | [ 3 ]  |
| 1864 | 340       | [ 4 ]  |
| 1885 | 410       | [ 5 ]  |
| 1910 | 1552      | [ 6 ]  |